# Inferno in diretta
Inferno in diretta è un film italiano del 1985 diretto da Ruggero Deodato.
Il film chiude la cosiddetta trilogia dei cannibali.

## Trama
Una giornalista, accompagnata dal suo cameraman di fiducia, si dirige nella regione della Guayana per svolgere due lavori: ritrovare il figlio dell'impresario televisivo e intervistare il colonnello Horne, ex militare che si è unito coi nativi locali per debellare il narcotraffico.

## Produzione

### Soggetto e sceneggiatura
Come ha dichiarato lo stesso regista durante un'intervista, l'idea del film nasce dal produttore Alessandro Fracassi che voleva bissare il successo di Cannibal Holocaust. Inizialmente, la pellicola doveva essere diretta da Wes Craven.
Per la sceneggiatura, Sacchetti si ispirò a Congo di Michael Crichton. Ha più volte ribadito che si tratta di un copione incompleto e farraginoso.

### Riprese
Il lungometraggio è ambientato in Venezuela, sulle pendici del Río Caroní.

### Cast
È il primo film che segna la collaborazione fra il regista italiano e Richard Lynch, divenuti in seguito amici.
Nel cast, compare in un piccolo ruolo secondario Eriq La Salle, futuro protagonista di E.R. - Medici in prima linea.

## Distribuzione

### Data di uscita
Inferno in diretta è uscito nelle sale cinematografiche italiana l'8 agosto 1985. Successivamente, fu esportato all'estero, dove è conosciuto col titolo internazionale Cut and Run.

### Divieti
La versione cinematografica italiana è uscita con un divieto ai minori di 14 anni. In alcuni stati, come la Norvegia o la Finlandia, è stata permessa la visione solo ai maggiorenni.

### Edizioni home-video
La pellicola è stata riproposta in formato VHS e DVD. È presente su alcune piattaforme streaming.

## Versione alternativa
L'opera non subì tagli in Italia ed è uscita in versione integrale. In Gran Bretagna e in Germania, sono state eliminate alcune sequenze (come lo scuoiamento umano di uno dei personaggi), per una durata totale di circa 87 minuti. In home video circolano copie integrali.